# Säsong 1 av Simpsons
Den första säsongen av Simpsons började med julspecialen "Simpsons Roasting on an Open Fire". Det var tre showrunners för den här säsongen, Matt Groening, James L. Brooks och Sam Simon.
Planen var att Simpsons skulle börja sändas hösten 1989 med avsnittet "Some Enchanted Evening". Avsnittet skulle introducera huvudkaraktärerna. När avsnittet väl var färdigt, ansåg producenterna att animationen var så dålig att 70 procent fick göras om. Producenterna beslutade att lägga ner serien om nästa avsnitt blev lika dåligt, men det blev bara ett fåtal små problem. Fox övertygades att flytta premiären till den 17 december "Simpsons Roasting on an Open Fire" blev det första avsnittet som sändes.
Första säsongen vann en Emmy och fick fyra andra nomineringar. En tv-serie kan bara nomineras med ett avsnitt per kategori, men "Simpsons Roasting on an Open Fire" räknades som ett separat specialavsnitt och därmed kunde det nomineras tillsammans med "Life on the Fast Lane" som "Outstanding Animated Program"; "Life on the Fast Lane" vann priset. "Simpsons Roasting on an Open Fire" nominerades även som "Outstanding Editing in a Miniseries or Special", medan "The Call of the Simpsons" nominerades i kategorin "Outstanding Individual Achievement in Sound Mixing for a Comedy Series or a Special". Introt i "The Simpsons", som komponerades av Danny Elfman nominerades som "Outstanding Achievement in Main Title Theme Music".

## Lista över avsnitt
| Nr i serien | Nr i säsongen | Titel                               | Regissör                           | Författare                                             | Sändningsdatum   | Produktkod |
| --- | ------------- | ----------------------------------- | ---------------------------------- | ------------------------------------------------------ | ---------------- | ---------- |
| 1 | 1             | "Simpsons Roasting on an Open Fire" | David Silverman                    | Mimi Pond                                              | 17 december 1989 | 7G08       |
| Homer, Marge och Maggie går för att se julshowen på Barts och Lisas skola. Senare, när de kommit hem, frågar Marge barnen vad de önskar sig i julklapp. Bart önskar sig en tatuering, vilket inte låter vidare populärt för Marge. Nästa dag, när Marge, Bart och Lisa åker till köpcentret för att julhandla, smiter Bart iväg till en tatuerare, och lyckas få intatuerat "Mother" på armen. När Marge upptäcker det går hon raka vägen till en laserklinik, och får där punga ut med familjens hela julbesparingar för att få bort den. Samtidigt, på kärnkraftverket där Homer arbetar, får han veta att han inte kommer att få någon julbonus. |               |                                     |                                    |                                                        |                  |            |
| 2 | 2             | "Bart the Genius"                   | David Silverman                    | Jon Vitti                                              | 14 januari 1990  | 7G02       |
| I detta avsnitt ska eleverna i Bart Simpsons klass göra ett IQ-test. Det går inget vidare för Bart på testet. Då byter han ut sitt exemplar mot den mer begåvade Martin Princes test, och skriver sitt eget namn på det. Gästskådespelare: Marcia Wallace. |               |                                     |                                    |                                                        |                  |            |
| 3 | 3             | "Homer's Odyssey"                   | Wes Archer                         | Jay Kogen & Wallace Wolodarsky                         | 21 januari 1990  | 7G03       |
| Efter att Homer har blivit sparkad från kärnkraftverket på grund av oaktsamhet, blir han istället säkerhetsinspektör. Han ställs sedan inför ett samvetskval när hans före detta chef försöker få tillbaka honom genom en löneförhöjning. Gästskådespelare: Marcia Wallace. |               |                                     |                                    |                                                        |                  |            |
| 4 | 4             | "There's No Disgrace Like Home"     | Gregg Vanzo & Kent Butterworth     | Al Jean & Mike Reiss                                   | 28 januari 1990  | 7G04       |
| Homer Simpson tar med sig familjen på picknick på hans chefs, Montgomery Burns, herrgård, Burns manor. Som den grymma och tyranniske chef Burns nu är, avskedar han alla anställda vars familjer inte ser ut att trivas där. Homer ser att Burns uppskattar en familj där alla behandlar varandra med kärlek och respekt, och Homer undrar varför han har förbannats med sin oälskande och respektlösa familj. Picknicken blir en katastrof; sonen Bart plågar svanarna, dottern Lisa dricker ur fontänen och hustrun Marge blir full och dansar medan en orkester spelar. Senare är Bart nära ett vinna en säcklöpning men Homer lyckas stoppa honom. |               |                                     |                                    |                                                        |                  |            |
| 5 | 5             | "Bart the General"                  | David Silverman                    | John Swartzwelder                                      | 4 februari 1990  | 7G05       |
| Lisa Simpson bakar en plåt med cupcakes till sin lärare. Bart kräver att få en, men Lisa säger nej, Bart kallar henne då för "butt kisser" (rövslickare). Efter att han bett henne om ursäkt på skolbussen ger Lisa honom cupcaksen hon tappade på golvet när bussen skakade. När de går av bussen tar en av Nelson Muntz kompisar cupcakesarna, och när Bart säger till honom att lämna tillbaka dem, stampar han på dem. Bart hoppar på honom, men då kommer Nelson och lyfter upp Bart i tröjan. Bart fortsätter slåss och råkar träffa Nelson på näsan. Bart blir nervös och försöker stryka ett streck över allt, men misslyckas. Efter skolan slår Nelson Bart och slänger ner honom i en soptunna. Nelson sparkar iväg soptunnan och den stannar precis utanför Barts hem. |               |                                     |                                    |                                                        |                  |            |
| 6 | 6             | "Moaning Lisa"                      | Wes Archer                         | Al Jean & Mike Reiss                                   | 11 februari 1990 | 7G06       |
| Lisa Simpson, dottern i familjen Simpson, vaknar en morgon med en stark känsla av nedstämdhet. Hon försöker få utlopp för sin depression med ett utbrott av kreativitet, något som inte uppskattas av musikläraren Mr. Largo. Hennes gymnastiklärare, som inte heller har någon förståelse för hennes nedstämdhet, skickar hem henne med en lapp till hennes föräldrar, Homer och Marge, angående hennes vägran att spela spökboll. Senare spelar Homer och Bart ett boxningsvideospel. Obesegrad 48 matcher i rad, behöver Bart bara gå en rond för att slå av huvudet på Homers boxare. Medan Homer är nere för räkning, visar Marge honom lappen från Lisas lärare. Lisas existentiella bekymmer förbryllar Homers enkla känslomässiga medvetenhet, och Marge försöker ge samma råd hon fick av sin mamma om lycka. Inget av vad föräldrarna gör eller säger kan dock få Lisa att må bra igen. Gästskådespelare: Ron Taylor. |               |                                     |                                    |                                                        |                  |            |
| 7 | 7             | "The Call of the Simpsons"          | Wes Archer                         | John Swartzwelder                                      | 18 februari 1990 | 7G09       |
| Homer köper en husbil och familjen reser ut i vildmarken, olyckligtvis blir de fast i skogen och Homer blir av misstag tagen för Storfot. |               |                                     |                                    |                                                        |                  |            |
| 8 | 8             | "The Telltale Head"                 | Rich Moore                         | Al Jean, Matt Groening, Mike Reiss & Sam Simon         | 25 februari 1990 | 7G07       |
| Avsnittet börjar med att Bart och Homer jagas av Springfields invånare; till slut klättrar Bart upp på statyn över stadens grundare, Jebediah Springfield, och säger att han ska berätta vad som hänt. Sedan får man se hur Bart sågar huvudet av statyn som föreställer stadens grundare (för att imponera på Nelson och hans gäng), men de säger att den som gjorde det borde få stryk. Bart gömmer huvudet och har starka skuldkänslor över det, sedan får Homer reda på det. |               |                                     |                                    |                                                        |                  |            |
| 9 | 9             | "Life on the Fast Lane"             | David Silverman                    | John Swartzwelder                                      | 18 mars 1990     | 7G11       |
| Det är Marges 34-årsdag, och bland presenterna finns en flaska med billig "fransk" parfym av Bart, ett handgjort makaron-och-klisterkort från Lisa. Homer har dock helt glömt bort vilken dag det är, och kör genast iväg till Springfields köpcenter för att köpa en sista-minutenpresent och i sin desperation väljer han ett bowlingklot. På kvällen firas Marge av familjen och hennes systrar, Patty och Selma Bouvier, på Singing Sirloin, en restaurang där kyparna sjunger för gästerna. Marge blir mycket besviken när hon märker att Homers present är något han egentligen vill ha själv (han har låtit gravera in sitt eget namn på klotet och fått hålstorleken efter hans fingrar). För att såra honom beslutar sig Marge för att behålla klotet och själv börja bowla. |               |                                     |                                    |                                                        |                  |            |
| 10 | 10            | "Homer's Night Out"                 | Rich Moore                         | Jon Vitti                                              | 25 mars 1990     | 7G10       |
| Bart får en spionkamera som han tar bilder med, inkluderat en där Homer dansar med en magdansös. Gästskådespelare: Sam McMurray. |               |                                     |                                    |                                                        |                  |            |
| 11 | 11            | "The Crepes of Wrath"               | Milton Gray & Wesley Archer        | George Meyer, Sam Simon, John Swartzwelder & Jon Vitti | 15 april 1990    | 7G13       |
| Avsnittet handlar om hur sonen Bart skickas till Frankrike som utbytesstudent. Människorna han bor hos behandlar honom dock som slav; under tiden får den övriga familjen ta emot en elev från Albanien, som visar stort intresse för pappan Homers arbetsplats, kärnkraftverket. |               |                                     |                                    |                                                        |                  |            |
| 12 | 12            | "Krusty Gets Busted"                | Brad Bird                          | Jay Kogen & Wallace Wolodarsky                         | 29 april 1990    | 7G12       |
| Homer besöker Kwik-E-Mart på väg från jobbet när butiken blir rånad av clownen Krusty. Han identifierar Krusty för polisen och Krusty skickas till häktet. Krusty's assistent Sideshow Bob blir den nya världen för The Krusty the Clown Show och byter namn på programmet till Sideshow Bob's Cavalcade of Whimsy. Gästskådespelare: Kelsey Grammer. |               |                                     |                                    |                                                        |                  |            |
| 13 | 13            | "Some Enchanted Evening"            | David Silverman & Kent Butterworth | Matt Groening & Sam Simon                              | 13 maj 1990      | 7G01       |
| Marge och Homer lämnar barnen med en barnvakt för att förbättra deras relation. Barnvakten är okänd för barnvaktsbanditen och bedöms som en av de farligaste brottslingarna i USA. Gästskådespelare: Penny Marshall. |               |                                     |                                    |                                                        |                  |            |

## Hemvideoutgivningar
DVD:n släpptes i samarbete med 20th Century Fox i USA och Kanada den 25 september 2001, elva år efter att den sänts på TV. DVD:n innehöll alla 13 avsnitt från säsongen, men det fanns även bonusmaterial som borttagna scener, animationer och kommentarer på vartenda avsnitt. Boxen blev det mest sålda TV-programmet på DVD med sina 1,9 miljoner sålda exemplar, fram till oktober 2004 då Chappelle's Show gick om med sin första säsong på DVD.
| The Complete First Season | | | |
| Detaljer | Detaljer | Detaljer | Extramaterial |
| - 13 avsnitt - 3-disc set - 4:3 (1.33:1) - Dolby Digital 5.1 (endast engelska) - Text: - Svenska - Norska - Danska - Finska - Engelska (för hörselskadade) | - 13 avsnitt - 3-disc set - 4:3 (1.33:1) - Dolby Digital 5.1 (endast engelska) - Text: - Svenska - Norska - Danska - Finska - Engelska (för hörselskadade) | - 13 avsnitt - 3-disc set - 4:3 (1.33:1) - Dolby Digital 5.1 (endast engelska) - Text: - Svenska - Norska - Danska - Finska - Engelska (för hörselskadade) | - Kommentarer på varje avsnitt - Originalmanus för: - "Bart the Genius" - "Bart the General" - "Moaning Lisa" - "Some Enchanted Evening" - BBC Special: America's First Family - "The Simpsons shorts" från The Tracey Ullman Show: "Good Night" - Borttagna scener - Tidiga sketcher av Matt Groening |
| Release datum | | | - Kommentarer på varje avsnitt - Originalmanus för: - "Bart the Genius" - "Bart the General" - "Moaning Lisa" - "Some Enchanted Evening" - BBC Special: America's First Family - "The Simpsons shorts" från The Tracey Ullman Show: "Good Night" - Borttagna scener - Tidiga sketcher av Matt Groening |
| Region 1 | Region 2 | Region 4 | - Kommentarer på varje avsnitt - Originalmanus för: - "Bart the Genius" - "Bart the General" - "Moaning Lisa" - "Some Enchanted Evening" - BBC Special: America's First Family - "The Simpsons shorts" från The Tracey Ullman Show: "Good Night" - Borttagna scener - Tidiga sketcher av Matt Groening |
| 25 september 2001 | 24 september 2001 | 24 september 2001 | - Kommentarer på varje avsnitt - Originalmanus för: - "Bart the Genius" - "Bart the General" - "Moaning Lisa" - "Some Enchanted Evening" - BBC Special: America's First Family - "The Simpsons shorts" från The Tracey Ullman Show: "Good Night" - Borttagna scener - Tidiga sketcher av Matt Groening |